# Audio Bullys
Audio Bullys – brytyjska grupa grająca muzykę elektroniczną. W jej skład wchodzą Simon Franks i Tom Dinsdale. 
Największą popularność zyskali w roku 2005 dzięki przebojowi Shot You Down, w którym wykorzystano sample utworu Nancy Sinatra „Bang Bang (My Baby Shot Me Down)”. Utwór dotarł do 3. miejsca UK Singles Chart oraz do Top 20 w Australii. Znalazł się również na 18. miejscu austriackiej listy najpopularniejszych piosenek. Oprócz tego sławę zyskał m.in. w Grecji, Japonii, Niemczech czy Polsce. Singel pojawił się także na wyświetlanym przez telewizję CBS Victoria's Secret Fashion Show. Grupa współpracowała z Grahamem „Suggs” McPhersonem z zespołu Madness. Efektem jest utwór „This Road” z albumu Generation. Audio Bullys wydali 3 płyty i kilkanaście singli, z czego największy sukces odniósł wspomniany „Shot You Down”. Remiksowali także takie utwory jak „Out of Space” The Prodigy czy „The Sound of Violence” Cassius.

## Dyskografia

### Albumy
- 2003: Ego War
- 2005: Generation
- 2010: Higher Than the Eiffel

### Komplikacje
- 2003: Back to Mine: Audio Bullys

### Single
- 2003: „We Don't Care”
- 2003: „The Things/Turned Away”
- 2003: „Way Too Long”
- 2004: „Back to Mine”
- 2004: „Break Down the Doors” (Morillo feat. Audio Bullys)
- 2005: „Shot You Down” (feat. Nancy Sinatra)
- 2005: „I'm in Love”
- 2006: „Drop It”
- 2007: „Let the Beats Roll” (feat. Tim DeLuxe)
- 2008: „Gimme That Punk”
- 2010: „Only Man”
- 2023: "As We Step"